# 于志刚 (1973年)
于志刚（1973年5月—2022年5月3日），男，汉族，河南洛阳人。1996年12月加入中国共产党，2001年7月参加工作，中华人民共和国法学家。

## 个人生平
于志刚高考成绩河南省前三，1991年至2001年于中国人民大学法学院本硕博连读，先后获得法学学士、法学硕士学位、法学博士学位。2004年中国人民大学经济学博士后出站。2001年进入中国政法大学任教，2002年破格晋升副教授，2005年破格晋升教授，2006年担任刑法学博士生导师。曾任中国政法大学副校长，同年兼任北京市顺义区人民检察院副检察长。他妻子与他本科同班、研究生同校。
2018年3月18日，当选第十三届全国人大常委会委员、宪法和法律委员会委员
。2021年1月22日，中央纪委国家监委宣布于志刚涉嫌严重违纪违法，正在接受纪律审查和监察调查，其全国人大代表职务遭到罢免。
6月28日，中央纪委、国家监委对于志刚进行了双开处分：
|  | 经查，于志刚背弃初心使命，丧失纪法底线，违背师德师风，顶风违反中央八项规定精神，收受礼品礼金，接受他人安排的宴请、旅游；组织观念淡薄，不如实报告个人有关事项；公权私用，搞权钱交易；利用职务便利为他人谋取利益，并非法收受他人财物。 于志刚严重违反党的组织纪律和廉洁纪律，构成严重职务违法并涉嫌受贿犯罪，且其违纪违法行为均发生在党的十八大后，性质严重，影响恶劣，应予严肃处理。依据《中国共产党纪律处分条例》《中华人民共和国监察法》《中华人民共和国公职人员政务处分法》等有关规定，经中央纪委常委会会议研究并报中共中央批准，决定给予于志刚开除党籍处分；由国家监委给予其开除公职处分；收缴其违纪违法所得；将其涉嫌犯罪问题移送检察机关依法审查起诉，所涉财物一并移送。 |

2021年11月25日，辽宁省沈阳市中级人民法院一审公开开庭审理了于志刚受贿一案。沈阳市人民检察院起诉指控：2013年至2017年，被告人于志刚利用担任中国政法大学教务处处长、副校长等职务上的便利，为他人谋取利益，非法收受财物共计折合人民币691万余元。
2022年5月3日，在辽宁省看守所羁押期间突发脑溢血逝世，受贿案终止审理。

## 获得荣誉
- 2007年，入选教育部新世纪优秀人才支持计划[1]。
- 2010年，北京市五四青年奖章，当选第11届全国青联委员[1]。
- 第六届全国十大杰出青年法学家
- 教育部长江学者特聘教授
- 教育部高等学校科学研究优秀成果奖（人文社会科学）[1]
- 霍英东青年教师奖[1]
- 钱端升法学研究成果奖[1]
- 司法部科研成果奖[1]
- 国家级教学成果一等奖[1]
- 北京市优秀教学成果奖一等奖[1]
- 宝钢优秀教师奖[1]